# Světový svaz baptistů
Světový svaz baptistů (BWA – Baptist World Alliance) je celosvětová aliance baptistických církví a organizací založená roku 1905 v Londýně na prvním Světovém kongresu baptistů.
V současnosti je Světový svaz baptistů společenstvím, které sdružuje více než 36 milionů baptistů ve více než 200 zemích. Nezahrnuje ale všechny baptisty. Například největší denominace baptistů Jižní baptistická konvence z jihu USA se svými 16 miliony členů součástí BWA není. Po celém světě je více než 90 milionů baptistů (jen v USA 47 milionů členů). Velké svazy baptistů jsou také v Asii, Africe a Jižní Americe, například v Indii (2,4 milionu), Nigérii (2,3 milionů) nebo v Brazílii (1,2 milionu). Spolu s dětmi (baptisté křtí až na základě osobního vyznání víry) jsou baptisté společenstvím, které tvoří až přes 110 milionů lidí.
Současným prezidentem BWA (2020–2025) je Tomás Mackey z Argentiny. Předchozím prezidentem (2015–2020) byl Paul Msiza z Jihoafrické republiky.
Celosvětová setkání baptistů sdružených v BWA se nazývají Světový kongres baptistů (Baptist World Congress). Přestože nemohly být kvůli různým politickým konfliktům pravidelně jednou za pět let konány, konalo se kongresů již 22: Londýn, 1905; Filadelfie, 1911; Stockholm, 1923; Toronto, 1928; Berlín, 1934; Atlanta, 1939; Kodaň, 1947; Cleveland, 1950; Londýn, 1955; Rio de Janeiro, 1960; Miami Beach, 1965; Tokio, 1970; Stockholm, 1975; Toronto, 1980; Los Angeles, 1985; Soul, 1990; Buenos Aires, 1995; Melbourne, 2000; Birmingham, 2005; Havaj, 2010; Durban 2015, online 2021.
Příští kongres BWA proběhne v roce 2025 v Brisbane, Austrálii.
Čeští baptisté jsou součástí BWA. Jindřich Procházka, první kazatel Baptistického sboru Na Topolce a sekretář Bratrské jednoty Chelčického (baptistů) byl v letech 1947–1949 jedním z místopředsedů Světového svazu baptistů.